# Francisco de Valhadolid
Francisco de Valhadolid (Funchal (Madeira), 1640 - Lisboa (Portugal), 1700) fou un músic portuguès del segle xvii.
Va compondre nombroses obres de gènere religiós i és autor d'una valuosa antologia dels més cèlebres autors portuguesos.